# 绒毛枹栎
绒毛枹栎（学名：Quercus serrata var. tomentosa）为壳斗科栎属下的一个变种。

## 扩展阅读
- 維基物種上的相關：绒毛枹栎